# Harry Bergqvist
Harry Axel Bergqvist (* 3. April 1933) ist ein ehemaliger schwedischer Skispringer.
Bergqvist begann seine internationale Karriere bei der Vierschanzentournee 1953. Dort gelang ihm in Innsbruck und Bischofshofen mit dem dritten Platz der Sprung aufs Podium. Zuvor hatte er in Partenkirchen den 16. Platz erreicht. Seine nächste Tournee bestritt er erst wieder 1960/61. Dabei konnte er jedoch nicht an den Erfolg von 1953 anknüpfen und erreichte nur hintere Platzierungen. Bei den Schwedischen Meisterschaften 1961 gewann er Gold im Einzel. Nachdem er bei der Vierschanzentournee 1961/62 noch einmal Platzierungen unter den besten zwanzig erreichte und am Ende der Tournee den 18. Platz in der Gesamtwertung belegte, beendete er seine aktive Skispringerkarriere.